# José María Vargas (historiador)
Fray José María Vargas Arévalo O.P. (Chordeleg, 9 de noviembre de 1902 – Quito, 25 de marzo de 1988) fue un fraile dominico ecuatoriano, escritor e historiador. Vargas fue un influyente escritor y crítico de arte ecuatoriano, reconocido por su conocimiento del arte colonial. Su obra, abarca estudios históricos y análisis culturales. Vargas exploró temas como la vida de figuras religiosas importantes, la cultura colonial de Quito y el arte ecuatoriano a través de los siglos. Su trabajo incluye títulos como "Arte Quiteño Colonial" y "Historia de la Cultura Ecuatoriana", y le valió el reconocimiento como uno de los principales críticos de arte del país e historiadores por lo que ganaría el Premio Nacional Eugenio Espejo.

## Biografía
Fray José María Vargas, nacido Celso Pompilio Vargas Arévalo en Chordeleg, Azuay, el 9 de noviembre de 1902, fue un destacado religioso e historiador ecuatoriano. Desde joven, mostró una fuerte vocación religiosa, ingresando al noviciado dominico en 1917 y siendo ordenado sacerdote en 1928.
Su vida sacerdotal estuvo marcada por una dedicación a la evangelización, especialmente entre los indígenas de la región oriental de Ecuador. Simultáneamente, desarrolló un profundo interés por la historia religiosa. Recibió cursos de Historia en el Archivo de Indias en Sevilla, España, de 1946 a 1947 y se doctoró en Historia en Madrid en septiembre de 1947 Entre sus publicaciones más importantes se encuentran estudios sobre la historia colonial de Quito y la labor de las misiones religiosas en la Amazonía ecuatoriana. Sus obras, como "La Cultura del Quito Colonial" y "Arte Quiteño Colonial", son consideradas valiosas contribuciones al patrimonio cultural ecuatoriano.
Vargas también realizó estudios avanzados en historia en España, doctorándose en Madrid y realizando investigaciones en el Archivo de Indias en Sevilla. Su dedicación a la investigación histórica y su prolífica producción literaria le valieron el reconocimiento de la Academia Nacional de Historia de Ecuador y el Premio Nacional Eugenio Espejo en 1984.
Fray José María Vargas falleció en Quito el 25 de marzo de 1988, dejando un legado importante en la historiografía ecuatoriana.

## Obra

### Historia
- 1929. Los indios Quichuas de las Misiones Dominicanas del Ecuador, (El Oriente Ecuatoriano, T. II, pp. 1-5). Quito, 1929
- 1932. Estado actual de las misiones dominicanas en el Oriente Dominicano, T. V, pp. 154-164). Quito, 1932.
- 1935. El Venerable Padre Maestro Fray Pedro Bedón, O. P.- Su vida y sus escritos.- Quito, 1935.- 8° 74 pp.
- 1937. El primer misionero de nuestro Oriente.- (Oriente Dominicano, Año 10, pp. 14).- Quito, 1937.
- 1937. Fray Domingo de Santo Tomás y la catequesis primitiva de los indios de América.- (Oriente Dominicano, Año 10, pp. 41-45).- Quito, 1937.
- 1937. Fr. Domingo de Santo Tomás Defensor y Apóstol de los Indios del Perú.- Su vida y sus escritos.- Quito, 1937.- 8°, 112 pp.
- 1937. Los hijos de Atahualpa y los Padres Dominicanos.- (Bol. de la Acad. Nal. de Hist., Vol. XV, Nros. 42-45, pp. 59-64).- Quito, 1937.
- 1945. La Misión Científica de los Geodésicos Franceses en Quito. C. Jurídicas y Sociales de la Universidad de Chile, 1931.- 4°, 214 p.
- 1946. La conquista espiritual del Imperio de los Incas. 8° 240 pp. Quito, 1948.
- 1957. Gil Ramírez Dávalos Fundador de Cuenca.- Quito Edit. Casa de la Cultura Ecuatoriana. 1 v. 100 p. Rústica.
- 1958. La conquista espiritual y la organización de la Iglesia Indiana durante el gobierno de Carlos V. Boletín de la Academia Nacional de Historia del Ecuador. Volumen. XXXVIII, n° 92, pp. 151-179, Quito, 1958.
- 1962. Nuestra Señora del Quinche, Quito Editorial "Santo Domingo". 64 p.
- 1963. Don Hernando de Santillán y la fundación de la Real Audiencia de Quito, Editorial Casa de la Cultura Ecuatoriana, 173 p.
- 1978. La evangelización en el Ecuador, Gráficas Ortega, 82 p.
- 1979. Historia del Ecuador, siglo XVII.(S.I.) Editora Royal. 295 p.

### Crítica de arte y crítica literaria
- 1940. La Cultura del Quito Colonial.- (Corona de María).- Quito, 1940.- Quito, 1941.- 8° 280 pp., 20 ilustr.
- 1944. Arte Quiteño Colonial.- Quito, 1944.- 8°, 346 pp., LXXXV lams.
- 1953. Ecuador; Monumentos Históricos y Arqueológicos. 8° 144 pp. ilustr. mapas. México, 1953.
- 1956. Arte Religioso Ecuatoriano.- Quito Edit. Casa de la Cultura. 1 v. 250 p. Rústica.